# Jorge Viegas
Jorge Alberto Viegas, né le 6 novembre 1947 à Quélimane, est un poète, journaliste et ancien fonctionnaire mozambicain qui vit au Portugal.

## Œuvre
Ses trois principaux recueils de poésie sont Os Milagres (1966), O Núcleo (1982) et Novelo de Chamas (1989). 

D'un côté il chante l'amour et la beauté, mais d'un autre, partagé entre rage et tristesse, il est accablé par la condition du poète confronté aux réalités d'un environnement violent. À la fin des années 1970, alors qu'il est directeur régional des Finances à Nampula et, dans ce cadre, témoin de malversations graves de hauts responsables, il entre en conflit avec sa hiérarchie. Ces tensions répétées le conduisent à l'hôpital psychiatrique (« Dans mon pays, la seule forme de liberté autorisée, c'est la folie »), puis à l'exil. Il s'installe au Portugal.